# Ladell McLin
Ladell McLin (* in Chicago) ist ein US-amerikanischer Blues-Musiker aus New York.

## Leben
Ladell McLin wuchs im Süden Chicagos auf und stammt aus einer Musikerfamilie, geboren als Sohn der Marsha McLin und des Jazz-Schlagzeugers Lamont Braswell, der für Muddy Waters und Howlin’ Wolf spielte. Sein Großvater war der Jazz-Trompeter Woodrow Braswell und spielte für Billie Holiday und sein Cousin ist Marshall Thompson, Gründungsmitglied der Chi-Lites.
Ladell McLin selbst begann im Alter von elf Jahren mit dem Musizieren. Mit seinem Bruder, dem Schlagzeuger Andre Cotton, der ihm auch das Schlagzeugspiel beibrachte, spielte er erste Konzerte innerhalb Chicagos. Er selbst lernte Gitarre zu Spielen. Es folgten Auftritte auf dem Chicago Blues Festival und dem Checkerboard Lounge-Event.
Er spielte beispielsweise für bzw. zusammen mit Buddy Guy’s Legends (1997–1999), Buddy Miles, Vernon Reid, Paul Schafer, John Primer, für Darryl McDaniels aka „DMC“ (Run-D.M.C.) und andere. Er trat dabei im New Yorker Apollo Theater, beim Montreux Jazz Festival mit Carlos Santana, B. B. King und Robert Randolph und beim Pariser Sons d'hiver-Jazzfestival auf. Weitere Zusammenarbeiten gab es mit Koko Taylor und Johnny Guitar Watson. McLin ist ebenfalls auf James Blood Ulmers Grammy-nominiertem Album Memphis Blood: The Sun Sessions zu hören.

## Diskographie
Alben:
- 2003: Ladell Mclin & the Lazy Americans – Live at the Bamboo Room (Download-Album)
- 2004: Stand Out (Gigantic Music)
- 2014: I am King (Aztec musique)[5]

Kompilationsbeiträge:
- 2006: Stand Out auf Relix–February 2006 (Heftbeilage zum Relix Magazine)